# Otto Joel
Otto Joel (Danzica, 13 maggio 1856 – Milano, 25 aprile 1916) è stato un banchiere e dirigente d'azienda prussiano naturalizzato italiano.

## Biografia
Figlio di Ludwig Joel (esattore) e di Sara Goldschmidt; i Joel erano un'agiata famiglia tedesca ebraica.
Otto venne mandato in Italia nel marzo 1871, quindicenne, per motivi di salute. Lo zio di Otto era Levin Goldschmidt, docente di diritto tedesco all'Università di Heidelberg, poi membro del Reichstag.
Dopo un biennio di apprendistato nella piazza finanziaria di Francoforte, rientrò in Italia e nel 1886 si sposò con Elisabeth Kitt, detta Bettina, figlia del pastore protestante Heinrich Kitt, guida della comunità evangelica di Bergamo. Il matrimonio venne officiato con rito protestante. Nacquero poi i figli Rudolf (nel 1887 a Milano) e Alexander (nel 1890 a Genova).
Nel 1887 entrò alla Banca Generale, della cui filiale di Genova divenne direttore e in cui rimase sino alla liquidazione del 1894. Nel 1894 divenne stato fondatore e successivamente direttore della Banca Commerciale Italiana, insieme al connazionale e correligionario Federico Weil. Tra il 1894 e il 1908 rivestì la carica di direttore centrale, successivamente quella di amministratore delegato.
Nel 1910 ottenne la cittadinanza italiana. Nel 1914 Federico Weil dovette lasciare la carica di amministratore delegato della BCI per via delle sue origini tedesche, incompatibili con il clima nazionalistico conseguente alla partecipazione italiana al primo conflitto mondiale. Nel 1915 anche Joel si dimise dalla carica di amministratore delegato. Weil rimase ai vertici della BCI come vicepresidente e mantenne sino alla morte (nel 1919) la carica di consigliere della banca, Joel morì il 25 aprile 1916 a Milano.
I due banchieri vennero sostituiti alla guida della BCI da Giuseppe Toeplitz e Pietro Fenoglio, che nel 1917 vennero eletti entrambi amministratori delegati.
Otto Joel e famiglia riposano nel cimitero Monumentale di Milano.